# Aurora Chamorro i Gual
Aurora Chamorro i Gual   (Barcelona, 11 de juny de 1954 - Barcelona, 17 d'octubre de 2020) fou una nedadora catalana, campiona de Catalunya en 30 ocasions i d'Espanya en 28.
Formada al CN Poble Nou, va especialitzar-se en les proves de velocitat d'estil lliure i papallona, essent la gran dominadora estatal de la dècada del 1970. Va ser campiona de Catalunya en trenta ocasions, destacant onze títols en 100 m papallona i set en 100 m lliures. Als Campionats d'Espanya, va aconseguir vint-i-vuit títols destacant en les proves de 100 m papallona, 100 m lliures i 4x100 m estils. També va batre catorze rècords de Catalunya i deu d'Espanya entre 1969 i 1972.
Internacional amb la selecció espanyola de natació en trenta-nou ocasions, va participar en els Campionats d'Europa de 1970, del Món de 1973 i als Jocs Olímpics de Múnic de 1972. Entre d'altres distincions, va rebre el premi al millor esportista espanyol de l'any de Mundo Deportivo l'any 1972.

## Reconeixement
Una placa d'homenatge al passeig de la Memòria del Poblenou la recorda. Es tracta d'un espai significatiu per tal com va ser precisament en el Club Natació Poblenou on Aurora Chamorro inicià la pràctica de la natació.

## Palmarès
- 19 Campionats de Catalunya d'estiu[7]

- 4 en 100 m lliures: 1969, 1970, 1971, 1972
- 3 en 200 m lliures: 1970, 1971, 1972
- 1 en 400 m lliures: 1972
- 6 en 100 m papallona: 1969, 1970, 1971, 1972, 1973, 1974
- 2 en 200 m papallona: 1971, 1973
- 1 en 200 m estils: 1969
- 1 en 4x100 m lliures: 1972
- 1 en 4x100 m estils: 1972

- 12 Campionats de Catalunya d'hivern[8]

- 3 en 100 m lliures: 1970, 1971, 1972, 1974
- 1 en 400 m lliures: 1973
- 5 en 100 m papallona: 1970, 1971, 1972, 1973, 1974
- 1 en 4x100 m lliures: 1971
- 2 en 4x100 m estils: 1971, 1972

Campionat d'Espanya
- 3 Campionat d'Espanya d'estiu en 100 m lliures: 1970, 1972, 1973
- 4 Campionat d'Espanya d'estiu en 100 m papallona: 1969, 1970, 1972, 1973
- 3 Campionat d'Espanya d'estiu en 200 m papallona: 1970, 1972, 1973
- 1 Campionat d'Espanya d'estiu en 200 m estils: 1969
- 3 Campionat d'Espanya d'estiu en 4x100 m lliures: 1970, 1972, 1973
- 5 Campionat d'Espanya d'estiu en 4x100 m estils: 1968, 1969, 1970, 1972, 1973
- 3 Campionat d'Espanya d'hivern en 100 m lliures: 1969, 1970, 1972
- 4 Campionat d'Espanya d'hivern en 100 m papallona: 1969, 1971, 1973, 1974
- 1 Campionat d'Espanya d'hivern en 200 m papallona: 1974
- 1 Campionat d'Espanya d'estiu en 4x100 m estils: 1972